# Pembroke (Kentucky)
Pembroke é uma cidade localizada no estado americano de Kentucky, no Condado de Christian.

## Demografia
Segundo o censo americano de 2000, a sua população era de 797 habitantes.
Em 2006, foi estimada uma população de 761, um decréscimo de 36 (-4.5%).

## Geografia
De acordo com o United States Census Bureau tem uma área de
2,7 km², dos quais 2,7 km² cobertos por terra e 0,0 km² cobertos por água. Pembroke localiza-se a aproximadamente 179 m acima do nível do mar.

## Localidades na vizinhança
O diagrama seguinte representa as localidades num raio de 20 km ao redor de Pembroke.